# Livsverden
Begrebet livsverden hører til i den fænomenologiske tradition fra Edmund Husserl, og kan siges at være den sene Husserls modsvar til Martin Heideggers pointering af mennesket som en væren-i-verden (Heidegger, 1927). Særligt den eksistentielle fænomenologi efter Heidegger (1927/2014), Merleau-Ponty (1945/2009) og Patocka har fokuseret på livsverdenen. Livsverdenen er den umiddelbare hverdagsvirkelighed, hvorfra vi henter de væsentligste dele af vores sprog, begreber og identitet (Pahuus, 1988). I Husserls forståelse af "livsverden" er denne den primære referenceramme for al menneskelig tænkning og handlen. Husserls tanker er på et tidligt tidspunkt blevet videreført inden for den fænomenologiske sociologi af Alfred Schütz med en understregning af, at vi altid allerede er til stede i en fælles, intersubjektiv, kulturel verden. Husserl, og hans efterfølger Schütz, kommer dog med begrebet om livsverden i konflikt med deres transcendental-filosofiske position. En konflikt som både Heidegger, Merleau-Ponty, Patocka og Sartre peger på, og som de selv løser ved at forstå livsverden som tænkningens prerefleksive, og dermed også videnskabens, grundlag, som man i princippet ikke kan hæve sig over. Heidegger, Merleau-Ponty, Patocka og Sartre tager så at sige den sene Husserl på ordet, og løser modsætningsforholdet i Husserls tænkning ved at fremhæve livsverdenens forrang. Den fænomenologiske tradition efter Husserl påpeger dette igennem flere begreber, særlig via væren-i-verden og igennem en nyfortolkning af begreberne om den naturlige indstilling og livsverden. Denne understregning af mennesket som ufravigeligt knyttet til en særlig meningshorisont er varetegnet for den fænomenologiske tradition, som kaldes eksistentiel fænomenologi (Keller, 2012).
Livsverdensbegrebet er i nyere tid især kendt fra den tyske sociolog Jürgen Habermas' arbejder. Habermas opfatter livsverdenen som det sted, hvor menneskets primære socialisering og sprogudvikling foregår. Livsverdenen er baseret på ikke-formålsrettet interaktion (det han kalder 'den kommunikative handlen') og står dermed i modsætning til systemet, der er baseret på formålsorienteret og strategisk handlen.